# 九龍巴士43M線
九龍巴士43M線是香港一條來往葵芳站及青衣（長青邨）的循環巴士路線，提供葵芳站來往長青邨、長康邨及翠怡花園的接駁巴士服務。

## 歷史
- 1982年5月17日：本線投入服務，以配合地鐵荃灣綫全線通車，是青衣區首條鐵路接駁巴士路線，初時來往葵興地鐵站（現稱葵興站）及長青，往葵興地鐵站方向更繞經葵芳地鐵站，只在平日繁忙時間行走。
- 1984年7月1日：本線提升至每天全日服務，縮短至葵芳地鐵站。
- 1985年11月24日：本線改為循環線，並繞經長康邨。
- 1992年6月1日：九巴增派空調巴士於本線行走。
- 1999年7月27日：因青衣鄉事會路實施新交通管制措施，由青衣交匯處進入青衣鄉事會路的車輛不能左轉往涌美路，需於楓樹窩路迴旋處調頭，並於青衣鄉事會路翠怡花園外設站，之後再右轉往涌美路，把服務範圍擴展至青衣碼頭和翠怡花園[1]。
- 2012年4月23日：改為全空調服務，象徵整個青衣島再無普通巴士行走[2]。
- 2015年6月27日：增設到站時間預報。[3]
- 2018年9月28日：九巴安排K9R改為行走7M、11D、43M及203C線，以繼續評估電動巴士效能及表現。

## 服務時間及班次
| 葵芳站開             | 葵芳站開    | 葵芳站開     |
| 日期                 | 服務時間    | 班次（分鐘） |
| -------------------- | ----------- | ------------ |
| 星期一至五           | 05:45-08:30 | 15           |
| 星期一至五           | 08:50       |              |
| 星期一至五           | 09:15-16:15 | 30           |
| 星期一至五           | 16:15-22:10 | 25           |
| 星期一至五           | 22:10-00:40 | 30           |
| 星期六、日及公眾假期 | 05:45-08:15 | 30           |
| 星期六、日及公眾假期 | 08:15-17:00 | 25           |
| 星期六、日及公眾假期 | 17:00-19:40 | 20           |
| 星期六、日及公眾假期 | 19:40-00:40 | 30           |

## 收費
全程：$4.8
| - 本線設有12歲以下小童及65歲或以上長者半價優惠。 - 65歲或以上香港居民使用「樂悠咭」，以及12歲以下合資格殘疾兒童使用「殘疾人士身份」個人八達通繳付車資，均可享有每程$2.0或半價（以較低者為準）的票價優惠；12至64歲合資格殘疾人士使用「殘疾人士身份」個人八達通（包括「樂悠咭」），以及60至64歲香港居民使用「樂悠咭」繳付車資，均可享有每程$2.0或全費（以較低者為準）的票價優惠。 - 65歲或以上長者如使用長者或一般個人八達通繳付車資，則只可享有半價優惠；12至64歲合資格殘疾人士如不使用「殘疾人士身份」個人八達通，以及60至64歲人士如不使用「樂悠咭」繳付車資，必須繳付全費。 - 乘客可以現金或八達通於上車時付款，不設找續。 - 每位成人乘客可免費攜帶最多兩名4歲以下而不佔座位的兒童乘客乘車，超額之4歲以下小童必須繳付小童車費乘車。 - 持有「九巴月票」之乘客在車票有效期內，每日可享最多10程任何九龍巴士及龍運巴士路線（包括本路線，以及聯營路線的九龍巴士／龍運巴士提供的班次；惟乘搭機場「A」及「NA」線則可享原價二七折優惠（不會計算每天10次合資格車程））；而B1線則每日可享最多各2程（不會計算每天10次合資格車程）。 - 九龍巴士、城巴、龍運巴士及陽光巴士全職員工及家屬（不包括外判職員）可免費乘搭本路線，惟必須拍職員或職員家屬八達通。 - 乘客亦可透過多元化電子支付系統（e度嘟）繳付車資，包括使用非接觸式VISA卡、JCB卡、萬事達卡、銀聯卡、美國運通、大來國際、Discover Card、Apple Pay、Google Pay、Samsung Pay、AlipayHK「易乘碼」、支付寶、WeChatHK／微信支付「搭車碼」、銀聯雲閃付「乘車碼」及BOC Pay「乘車碼」。乘客使用此付款方式，使用此支付方式的乘客可享有中途下車之分段收費，以及與其他九巴／龍運獨營路線或聯營線九巴／龍運班次之轉乘優惠，惟不適用於與非九巴／龍運路線之轉乘優惠，亦不能享有「公共交通費用補貼計劃」及「長者及合資格殘疾人士公共交通票價優惠計劃」。 |

## 使用車輛
現時本線使用3輛比亞迪K9R 11.6米（BED）單層空調巴士，均屬荔枝角車廠。
另外，每日晚上均有N237線柯打，行走本線。
| 車隊編號 | 車牌   |
| -------- | ------ |
| BDE1     | UT3742 |
| BDE6     | UW6037 |
| BDE10    | VD2945 |

## 行車路線

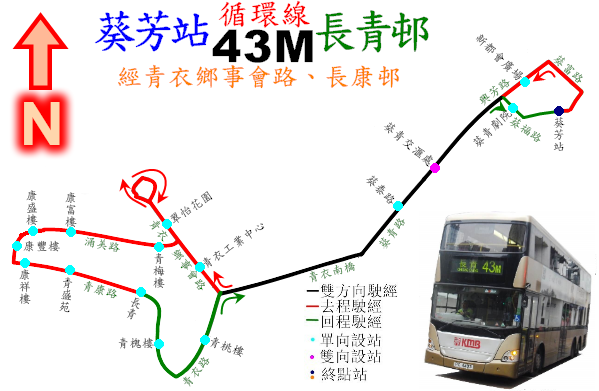
43M線的走線圖

經：葵義路、葵富路、興芳路、葵青路、青衣大橋、青衣鄉事會路、楓樹窩路迴旋處、青衣鄉事會路、涌美路、青康路、青衣路、青衣大橋、葵青路、興芳路及葵福路。

### 沿線車站
| 葵芳站開 | 葵芳站開       | 葵芳站開             |
| 序號     | 車站名稱       | 位置                 |
| -------- | -------------- | -------------------- |
| 1        | 葵芳站巴士總站 | 葵芳站公共運輸交匯處 |
| 2        | 新都會廣場     | 興芳路               |
| 3        | 葵青交匯處     | 葵青路               |
| 4        | 青衣工業中心   | 青衣鄉事會路         |
| 5        | 翠怡花園       | 青衣鄉事會路         |
| 6        | 長青邨青梅樓   | 涌美路               |
| 7        | 長康邨康富樓   | 涌美路               |
| 8        | 長康邨康盛樓   | 涌美路               |
| 9        | 長康邨康豐樓   | 涌美路               |
| 10       | 長康邨康祥樓   | 涌美路               |
| 11       | 青盛苑         | 青康路               |
| 12       | 長青巴士總站   | 長青巴士總站         |
| 13       | 長青邨青槐樓   | 青康路               |
| 14       | 長青邨青桃樓   | 青衣路               |
| 15       | 葵泰路         | 葵青路               |
| 16       | 葵青交匯處     | 葵青路               |
| 17       | 葵青劇院       | 葵福路               |
| 18       | 葵芳站巴士總站 | 葵芳站公共運輸交匯處 |

## 客量
由於本線長期受專線小巴88系路線的競爭，相比之下，該等路線無論班次或收費都比本線優勝，導致客量不足，故九巴在《2014-2015年度葵青區巴士路線發展計劃》中，建議永久取消本路線，由九龍巴士43A線取代。可是由於專線小巴經常出現登車困難問題，服務時間亦較短，因而受到青衣島的居民強烈反對，結果本路線被保留。